# Nyáregyháza
Nyáregyháza község Pest vármegyében, a Monori járásban.

## Fekvése
A Monori járás déli részén, a Duna–Tisza közi homokhátság északi vidékén helyezkedik el, Budapesttől mintegy 40, Monortól délkeletre 14 kilométerre. Közúton a 4-es főútról letérve érhető el, vagy Monorierdő felől a 46.103-as, vagy Pilis felől a 4606-os úton. Elérhető az M5-ös autópályáról is, Újhartyánnál letérve, Újlengyel érintésével, a 405-ös főúton, majd ugyancsak a 4606-os úton. Szomszédai közül Csévharaszttal és Dánszentmiklóssal a 4605-ös út köti össze.
Vasútvonal nem érinti a települést, bár a Budapest–Záhony-vasútvonal csak pár kilométerre húzódik tőle. A vasút legközelebbi megállási pontjai Alsónyáregyháza felől Pilis vasútállomás (körülbelül 4 kilométerre), Felsőnyáregyháza felől pedig Monorierdő megállóhely (mintegy 5 kilométerre). A legközelebbi autóbusz-állomás Monoron található.

## Története
Nyáregyháza nevét 1411-ben említették először az oklevelek, mint a Csévi, a Nyáry és a Nyáregyházi családok birtokát.
1438-ban Nyáry Lajos az őseitől öröklött itteni birtokaira királyi adományt nyert. Nyáry Lajos unokája Péter, 1526-ban Mohácsnál esett el, ő a helységnek azt a részét bírta, melyet ma is Bederházának vagy Bödörházának neveznek.
Nyáregyháza a mohácsi vész után elpusztult. A Nyáry családból csak Mihály menekült meg, aki Hont vármegyébe menekült és ott is halt meg 1583-ban.
A Nyáry család innen elköltözött ugyan, de a helységre vonatkozó földesúri jogát mindenkor fenntartotta.
1696-ban Nyáry Zsigmond Nyáregyházát zálogba adta a Kecskemétieknek, az 1720-ban végzett összeírásban Isaszeghez tartozó pusztaként szerepelt. A Nyáry család itteni birtokait Zsigmond után Mihály, Nagykőrös város főbírája és ennek fia Lajos örökölte.
Az 1754 évi összeírás szerint a Nyáry családon kívül birtokos volt még itt Fülöp János is.
A Nyáry családból csak Pál (szül. 1759, † 1818 előtt) költözött vissza Nyáregyházára, ahol fiai Nyáry Pál és Zsigmond, továbbá Balla Endre, Hangyás Gedeon és Lisznyay Gedeon voltak a helység birtokosai.
Itt van eltemetve Nyáry Pál († 1871 április 21), aki 1848-ban Pest vármegye alispánja, országgyűlési képviselő és a honvédelmi bizottmány tagja volt.
A 20. század elején Nyáry József örököseinek, Mannó Istvánnak, Wekerle Sándor-nak, Nagykőrös városának, Piufsich Frigyes dr.-nak, Krajcsovics Lajosnak, Kralovánszky Lászlónak, Lipthay Alexandrának, Konkoly Imrének és Kégl Jánosnak volt itt nagyobb birtoka.
Az 1900-as évek adatai szerint ekkor Nyáregyházához tartozott  még Pusztacsév, Pusztatótharaszt is:

### Pusztacsév
Pusztacsév előbb Csév néven volt ismert. A 19. század elején birtokosai a Szilassy, Fáy, Hangyás és a báró Podmaniczky családok, továbbá gróf Nádasdy Lászlóné voltak.

### Pusztapótharaszt
Pusztapótharaszt, neve azelőtt Pótharaszt, illetőleg 1848 előtt Pótharasztja volt, és a 19. század elején Nagykőrös városának birtoka volt, és nagyrészt az övék volt még a 20. század elején is.
A 20. század elején Pusztapótharaszton még látható volt egy rom is, amely valamikor pusztatemplom volt és a monda szerint a tatárjáráskor pusztult el.

## Közélete
A rendszerváltás előtti közel két évtizedben, 1972 és 1990 között Nyáregyháza a szomszédos nagyközséggel, Pilissel együtt alkotott közös tanácsot, melynek székhelye Pilisen volt. 1985-től a tanácselnök Balázsné Mihalcz Ilona, a nyáregyházi elöljáróság vezetője és egyben az egyik tanácselnök-helyettes Végvári József volt. 1990 óta újra önállóan igazgathatja magát a település.
1990 és 2019 között nyolc önkormányzati választást tartottak, ezeken három polgármester nyerte el a választók többségének bizalmát. A képviselő-testületének létszáma 2010-ig 11 fő volt, azóta a testület 6 főből áll.

### Polgármesterei
| 1990–'94     | 1994–'98     | 1998–'02         | 2002–'06         | 2006–'10         | 2010–'14        | 2014–'19        | 2019–'24        | 2024–           |
| ------------ | ------------ | ---------------- | ---------------- | ---------------- | --------------- | --------------- | --------------- | --------------- |
| Lehoczki Pál | Lehoczki Pál | Kravecz Lászlóné | Kravecz Lászlóné | Kravecz Lászlóné | Mészáros Sándor | Mészáros Sándor | Mészáros Sándor | Mészáros Sándor |
|              |              |                  |                  |                  |                 |                 |                 |                 |
| SZDSZ- MDF   | –            | MSZP             | MSZP             | MSZP- SZDSZ      | Fidesz–KDNP     | Fidesz–KDNP     | Fidesz–KDNP     | Fidesz–KDNP     |
|              |              |                  |                  |                  |                 |                 |                 |                 |

| Év   | Jelöltek száma | Részvétel    | Megválasztott polgármester | Megválasztott polgármester | Megválasztott polgármester | Szavazat     | Szavazat     |
| Év   | Jelöltek száma | Részvétel    | név                        | szervezet                  | szervezet                  | db           | érv.%        |
| ---- | -------------- | ------------ | -------------------------- | -------------------------- | -------------------------- | ------------ | ------------ |
| 1990 | (nincs adat)   | (nincs adat) | Lehoczki Pál               |                            | SZDSZ-MDF                  | (nincs adat) | (nincs adat) |
| 1994 | 1              | 43%          | Lehoczki Pál               |                            | –                          | 1 020        | 100%         |
| 1998 | 2              | 51%          | Kravecz Lászlóné           |                            | MSZP                       | 760          | 57%          |
| 2002 | 2              | 35%          | Kravecz Lászlóné           |                            | MSZP                       | 754          | 79%          |
| 2006 | 2              | 42%          | Kravecz Lászlóné           |                            | MSZP-SZDSZ                 | 867          | 71%          |
| 2010 | 4              | 40%          | Mészáros Sándor            |                            | Fidesz-KDNP                | 770          | 64%          |
| 2014 | 1              | 28%          | Mészáros Sándor            |                            | Fidesz-KDNP                | 751          | 100%         |
| 2019 | 1              | 28%          | Mészáros Sándor            |                            | Fidesz-KDNP                | 782          | 100%         |
|      |                |              |                            |                            |                            |              |              |

## Népesség
| Lakók száma | Lakók száma |
| Év          | Lakó        |
| ----------- | ----------- |
| 1870        | 1 236       |
| 1880        | 1 220       |
| 1890        | 1 658       |
| 1900        | 2 141       |
| 1910        | 2 459       |
| 1920        | 2 745       |
| 1930        | 2 584       |
| 1941        | 2 538       |
| 1949        | 2 885       |
| 1960        | 3 148       |
| 1970        | 3 268       |
| 1980        | 3 305       |
| 1990        | 3 199       |
| 2001        | 3 613       |
| 2011        | 3 741       |
| 2020        | 3 764       |
|             |             |

A 2011-es népszámlálás során a lakosok 83,8%-a magyarnak, 0,6% cigánynak, 0,6% németnek, 0,4% románnak mondta magát (16,1% nem nyilatkozott; a kettős identitások miatt a végösszeg nagyobb lehet 100%-nál). A vallási megoszlás a következő volt: római katolikus 31,9%, református 16,7%, evangélikus 7%, görögkatolikus 0,5%, felekezeten kívüli 13,9% (29% nem nyilatkozott).
2022-ben a lakosság 88,3%-a vallotta magát magyarnak, 0,6% cigánynak, 0,5% németnek, 0,4% románnak, 0,1-0,1% bolgárnak, ruszinnak, ukránnak és szerbnek, 1,8% egyéb, nem hazai nemzetiségűnek (11,6% nem nyilatkozott; a kettős identitások miatt a végösszeg nagyobb lehet 100%-nál). Vallásuk szerint 21,8% volt római katolikus, 15,1% református, 4,6% evangélikus, 1% görög katolikus, 0,1% ortodox, 0,7% egyéb keresztény, 1,1% egyéb katolikus, 14,8% felekezeten kívüli (40,4% nem válaszolt).

### Településrészek
| Településrész             | Településrész             | Lakó  | Arány |
| ------------------------- | ------------------------- | ----- | ----- |
|                           |                           |       |       |
| Központi rész Nyáregyháza | Központi rész Nyáregyháza | 2 549 | 68,5% |
|                           |                           |       |       |
| További településrészek   |                           |       |       |
|                           | Felsőnyáregyháza          | 602   | 16,2% |
| Szentimretelep            | 326                       | 8,8%  |       |
| Károlyitelep              | 113                       | 3,0%  |       |
| Kossuthtelep              | 101                       | 2,7%  |       |
| továbbiak (5 db)          | 28                        | 0,8%  |       |
|                           |                           | 1 170 | 31,5% |
|                           |                           |       |       |
| Összesen                  | Összesen                  | 3 719 | 100%  |

## Nevezetességei
- Református-evangélikus közös templom (épült 1893-ban)
- Római katolikus templom
- Nyáry-kúria
- Mannó-kastély

## Ismert emberek
- Itt született, 1805. február 27-én Nyáry Pál politikus.
- Itt halt meg 1815. szeptember 6-án Balla Antal  mérnök, táblabíró.
- Fedák Sárit, büntetése letöltése után ide telepítették ki.
- Itt született, 1923-ban Tóth István fotóművész.

A 20. század elején Pest-Pilis-Solt-Kiskun vármegye Monori járásához tartozott.
1910-ben 3372 lakosából 3371 magyar volt. Ebből 2197 római katolikus, 572 református, és 575 evangélikus volt.